# Wydawnictwa Naukowo-Techniczne
Wydawnictwa Naukowo-Techniczne, WNT – polskie wydawnictwo założone w 1949, z siedzibą w Warszawie. Do 1961 działało jako Państwowe Wydawnictwa Techniczne.

## Historia
Wydawało pozycje z różnych dziedzin, między innymi matematyki, fizyki, chemii, informatyki, elektrotechniki, energetyki, elektroniki, mechaniki, przemysłu lekkiego i spożywczego, zarządzania oraz zagadnień ogólnotechnicznych, w tym książki popularnonaukowe, pomocnicze do szkół podstawowych i średnich, leksykony, monografie, podręczniki akademickie, poradniki i encyklopedie techniczne, słowniki ogólne, słowniki naukowe i techniczne, słowniki dwu- i wielojęzyczne.
Redaktorem naczelnym WNT była do maja 2006 roku Aniela Topulos, odwołana w trybie pilnym przez wojewodę mazowieckiego. Następnie wydawnictwo znalazło się pod zarządem komisarycznym. Zarządcą komisarycznym do kwietnia 2008 był Andrzej Zasieczny, właściciel Agencji Wydawniczej CB (specjalizującej się w literaturze wojskowej).
Od kwietnia 2008 zarządcą WNT był Bogusław Seredyński. 23 września 2009 został on aresztowany wraz z Weroniką Marczuk-Pazurą w związku z zarzutami korupcji w sprawie prywatyzacji wydawnictwa. Zarzuty te nie potwierdziły się, a aresztowania były niesłuszne.
Od 18 listopada 2010 WNT sp. z o.o. została postawiona w stan likwidacji. Ze stanowiska prezesa oficyny odwołany został Dariusz Nowak. Minister skarbu państwa powołał likwidatora spółki, Zbigniewa Zamoyskiego.
W dwukrotnie ogłaszanym przetargu na sprzedaż dwóch budynków i działki przy ul. Mazowieckiej 2/4, gdzie mieści się siedziba wydawnictwa, nie zgłosił się żaden chętny nabywca. Cena wywoławcza wynosiła 20 mln zł netto.
W grudniu 2011 wydawnictwo zostało sprzedane firmie M-Partner, właścicielowi księgarni internetowej Drops.pl. W marcu 2012 roku zawiązana została spółka pod nazwą Wydawnictwo WNT, która kontynuowała działalność wydawniczą. W 2016 r. wszystkie prawa, które przysługiwały Wydawnictwu WNT sp. z o.o., przejęło Wydawnictwo Naukowe PWN.

## Serie wydawnicze
Serie wydawnicze WNT z zakresu informatyki:
- Podręczna Pamięć Programisty
- Mikrokomputery
- Biblioteka Inżynierii Oprogramowania
- Przetwarzanie Informacji i Maszyny Matematyczne[7], a po zmianie nazwy: Informatyka

Pozostałe serie wydawnicze:
- Ilustrowana encyklopedia dla wszystkich
- Automatyka i robotyka
- Inżynieria chemiczna
- Komputerowe słowniki
- Leksykon ucznia
- Ludzie – Komputery – Informacja
- Ludzie wielkiego biznesu
- Matematyka w ubezpieczeniach
- Podręczniki akademickie. Elektronika. Informatyka. Telekomunikacja
- Podręczniki akademickie. Elektrotechnika
- Podręczniki akademickie. Inżynieria i ochrona środowiska
- Podręczniki akademickie. Mechanika
- Słowniki naukowo-techniczne i techniczne
- Słowniki podręczne
- Tajemnica – Atak – Obrona
- Tworzywa sztuczne
- Układy i systemy elektroniczne
- Wspomaganie komputerowe CAD/CAM
- Współczesna chemia nieorganiczna
- Wykłady z chemii fizycznej
- Żywność. Jakość. Technologia